# Fédération tunisienne de lutte
La Fédération tunisienne de lutte (FTL) est une fédération sportive tunisienne chargée d'organiser les compétitions de lutte en Tunisie.
Houcine Kharrazi la préside depuis le 4 septembre 2016, pour un mandat de quatre ans.